# Saurauia palawanensis
Saurauia palawanensis är en tvåhjärtbladig växtart som beskrevs av Elmer Drew Merrill. Saurauia palawanensis ingår i släktet Saurauia och familjen Actinidiaceae. Inga underarter finns listade i Catalogue of Life.